# グレゴリー・ブリヨン
グレゴリー・ブリヨン（Grégory Bourillon, 1984年2月25日 - ）は、フランス・マイエンヌ県ラヴァル出身の元サッカー選手。現役時代のポジションはディフェンダー（センターバック）。
兄のヨアン・ブリヨン(en)もサッカー選手。

## 経歴
スタッド・レンヌの下部組織の出身で、2003年にはクープ・ガンバルデッラで優勝している。レンヌでは時折ボランチとしてもプレーしていた。パリ・サンジェルマンFCではセンターバックに固定されていたがレギュラーを確保できず、2010年冬の移籍シーズンでFCロリアンに移籍した。2014年6月、スタッド・ランスに加入した。2016年1月25日、アンジェSCOと翌年6月までの契約を結んだ。

## 代表歴
世代別のフランス代表として2003年UEFA U-19欧州選手権、2006年UEFA U-21欧州選手権に出場した。

## タイトル
| シーズン | クラブ | タイトル                 |
| -------- | ------ | ------------------------ |
| 2003     | レンヌ | クープ・ガンバルデッラ   |
| 2007-08  | PSG    | クープ・ドゥ・ラ・リーグ |